# Cajus Gabriel Cibber

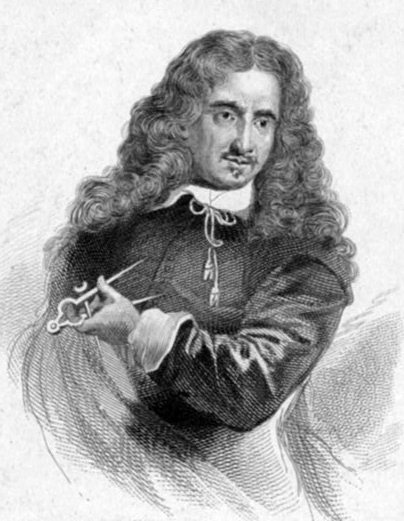
Cajus Gabriel Cibber

Cajus Gabriel Cibber, auch Caius Gabriel Cibber (* um 1630 in Flensburg als Kai Gabriel; † 1700 in London), war ein dänischer Bildhauer und Architekt.

## Leben
Cajus Gabriel Cibber war ein Sohn des Kunsttischlers und Bildschnitzers Claus Gabriel († 1654). Der Vater arbeitete später als Hoftischler für den dänischen König in Frederiksborg und Kronborg. Seine Mutter Margarethe, geborene Jörgensdatter, starb frühestens 1655. Die Vorfahren der Familien arbeiteten als Künstler und Kunsthandwerker in Flensburg und brachten als Bildschnitzer der Renaissance holländische und deutsche Elemente nach Schleswig und Dänemark.
Friedrich III. besuchte 1674 Flensburg und erkannte bei Cajus Gabriel Cibber zeichnerisches Talent. Er finanzierte ihm eine Studienreise nach Italien, deren Dauer nicht bekannt ist. Cibber reiste vermutlich über Amsterdam gen Süden, wo er Werke Michelangelos, Giovanni da Bolognas und Pietro Taccas sah. Er lernte bei Bernini und nahm vermutlich während dieser Zeit den Nachnamen „Cibber“ an. Die Wahl könnte auf die Namen Sievers, Sieverts oder Siewert zurückgehen, die in Dithmarschen anzutreffen sind; da er ein Wappen der vornehmen italienischen Familie „Cibo“ übernahm, könnte die Wahl des Nachnamens auch darauf zurückzuführen sein.
Cibber reiste von Italien erneut nach Amsterdam. Hier wirkte er in der Bildhauerwerkstadt von Hendrick de Keyser und dessen Söhnen. De Keyser hatte einen Schwiegersohn namens Nicholas († 1647), der in England als Bildhauer wirkte und einen Sohn namens John Stone hatte. Dieser Sohn übernahm 1647 die väterliche Werkstatt. Cibber zog Ende der 1650er Jahre nach London und arbeitete bei John Stone, der 1667 starb. Anschließend arbeitete Cibber als selbstständiger Kunsthandwerker. Da sein Vater kein Meister war, kaufte Cibber am 3. April 1668 für 25 Pfund eine Mitgliedschaft bei der Gilde der Lederhändler.
In England bekam er viele Aufträge und galt schnell als einer der wichtigsten Bildhauer des Königreichs. Am 30. Mai 1693 erhielt er den Titel des „Sculptor in Ordinary of the king“. Gegen Lebensende arbeitete er auch als Architekt.

## Werke

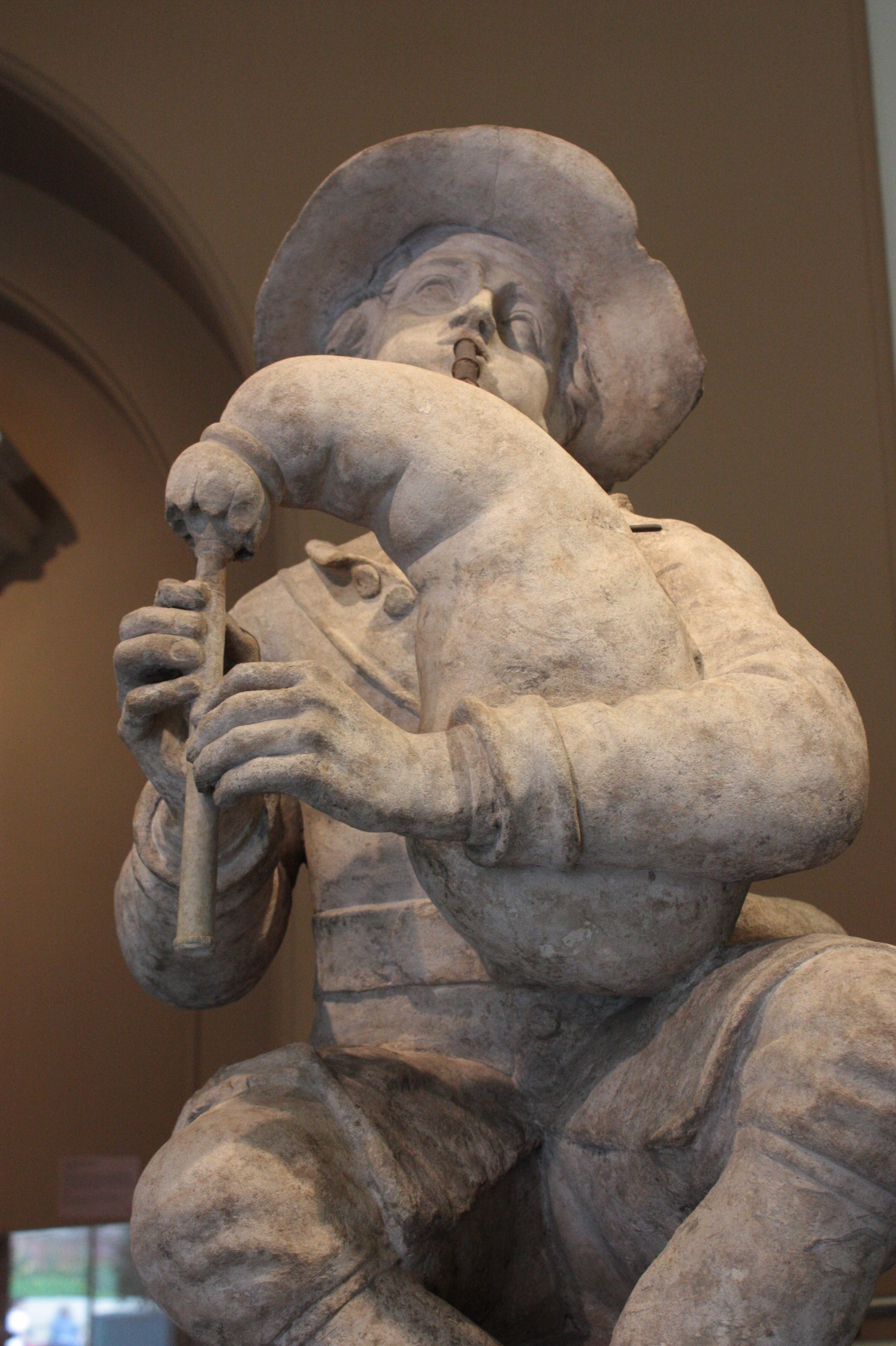
Der Dudelsackpfeifer von 1680

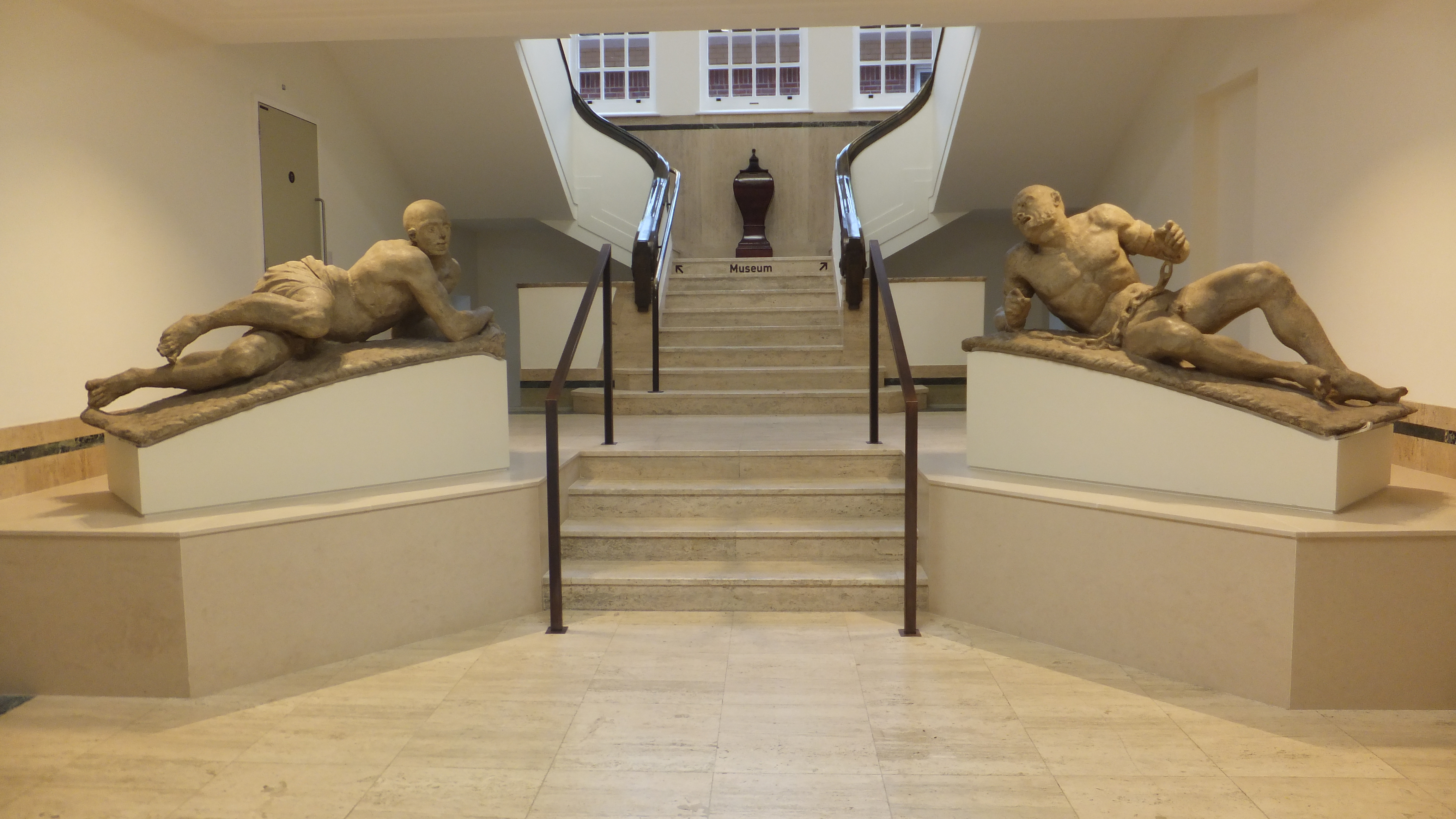
Melancholy und Madness

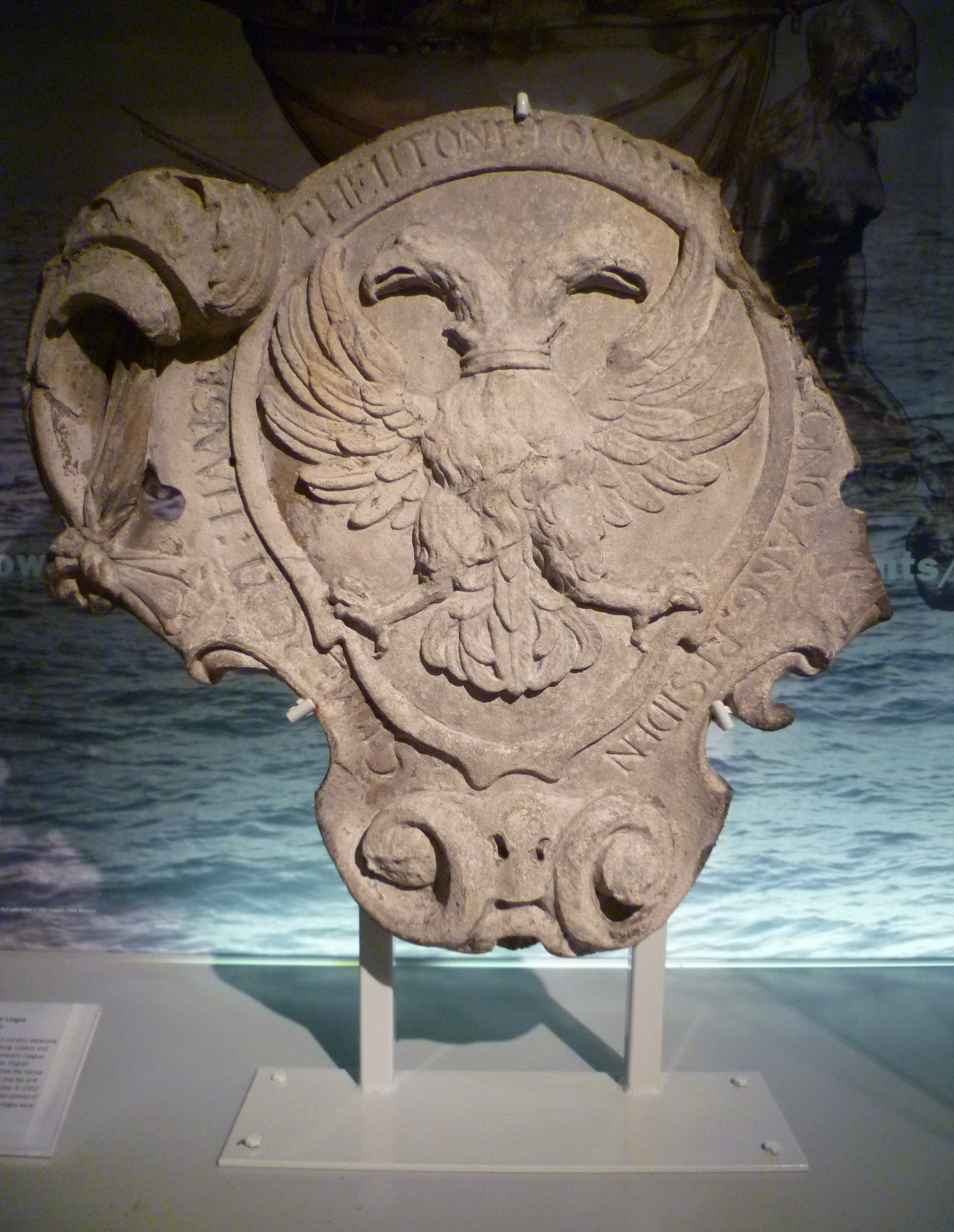
Wappen der Englandfahrer der Hanse, heute im Museum of London

Cibber arbeitete zumeist mit Holz, Blei, Muschelkalk, anderen Steinarten und Marmor. Als Bildhauer kooperierte er mit Christopher Wren, der ihn mehrfach empfahl. So entstanden Werke am Trinity College und in Hampton Court. Anfangs gestaltete er Büsten von Cromwell und dem Earl of Essex, ein Wappen der Hanseatischen Kaufleute sowie Statuen von englischen Königshäuptern für die Londoner Börse. Außerdem schuf er mit dem „Monument“ eine Säule, die an den Großen Brand von London erinnerte und das Relief „König Karl II. leitet den Wiederaufbau von London“ trägt.
In den 1670er Jahren erstellte Cibber mit dem „Sackville Monument“ in Withyham Church ein Grabmal aus Marmor, das an Thomas Sackville erinnert. 1680 erarbeitete er für das Bethlem Royal Hospital die Skulpturen „Der Wahnsinn“ und „Die Melancholie“. Diese liegenden Grabfiguren erinnern an von Michelangelo gestaltete Gräber der Mediceer, waren am Eingangstor von Bethlem Hospital angebracht und wurden später in das Guildhall-Museum überführt. Um diese Zeit gestaltete er auch das Tonmodell „Die Raserei“, das im Bode-Museum zu sehen ist. Hinzu kamen Figuren für das Trinity College, ein Brunnen auf dem Soho Square und der „Dudelsackpfeifer“.
Von 1687 bis 1690 gestaltete Cibber für William Cavendish das Schloss Chatsworth House mit. Für die Gartenanlagen erstellte er unter anderem zwei große Sphinxen und Brunnenfiguren, einen Triton, Figuren von Gottheiten, Grotten und künstliche Wasserfälle. Hinzu kamen zwei große, in Blei gegossene Vasen, die Bacchus und einen betrunkenen Silen zeigen. Für die Kapelle des Schlosses schuf er einen Altar mit lebensgroßen Figuren von „Glaube“ und „Gerechtigkeit“, für das Treppenhaus die Statuen „Apollo“ und „Pallas Athene“.
Von 1694 bis 1698 arbeitete Cibber in London. Dabei gestaltete er für Christopher Wren am Hampton Court Palace ein Giebeldreieck mit dem großen Relief „Der Triumph des Herkules“. Hinzu kamen Wappen des Königspaares von England, Statuen von „Flora“, „Pomona“, „Ceres“ und „Diana“, außerdem Vasen aus Marmor und Urnen. In diesem Zeitraum schuf er außerdem als Architekt am Londoner Wellclose Square die am 15. November 1696 eingeweihte dänische Kirche, für deren Bau Christian V. 4600 Pfund gespendet hatte. Das Bauwerk bestand bis zum Abriss 1869. Der holländische Kupferstecher Krip erstellte zwei Stiche, die die Innenräume und eine Außenansicht des Bauwerks zeigen. Auf einem der Stiche nannte sich Cibber „C. Gabriel Cibber, Flensburg, Architektus“. Wie die in der Ny Carlsberg Glyptotek erhaltenen Bleiskulpturen „Caritas“, „Hoffnung“ und „Glaube“ zeigen, hatte die Kirche aufwändige bildhauerische Verzierungen.
Gegen Lebensende arbeitete Cibber gemeinsam mit Christopher Wren an der St Paul’s Cathedral. Er gestaltete die Schlusssteine des Gewölbes, einen „Phönix“ für den Giebel und Kreuzblumen für das südliche Seitenportal der Kirche.

## Familie
Cajus Gabriel Cibber heiratete zwei Mal. Während der Name der ersten Ehefrau unbekannt ist, handelte es sich bei der zweiten Ehefrau um Jane Colley (1646–1697), eine Tochter von William Colley und Jane Wirly. Das Ehepaar hatte eine Tochter und zwei Söhne, von denen Colley Cibber ein bekannter Schauspieler und Bühnendichter wurde.